# 오랑지나

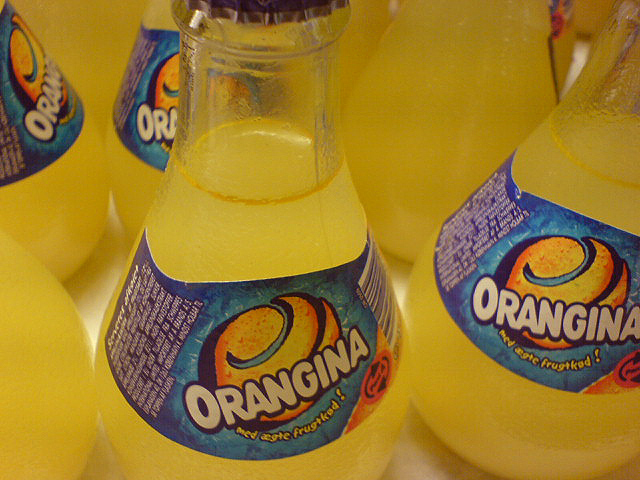
오랑지나

오랑지나(프랑스어: Orangina)는 1935년 탄생한 프랑스의 감귤류 탄산 음료 브랜드이다. 프랑스를 대표하는 탄산 음료이며, 전 세계 여려 국가에서 출시 판매되고 있다. 2009년 11월부터 오랑지나는 일본의 산토리가 인수하여 산토리 산하에서 제조 및 판매하고 있다. 대한민국은 롯데칠성이 산토리푸즈로부터 라이센스, 로열티 등을 계약하여 생산 공급되고 있다.